# Магилливри, Джон
Джон Маги́лливри (англ. John McGillivray; апрель 1886 — дата смерти неизвестна) — английский футболист, хавбек. Известен по выступлениям за клубы «Манчестер Юнайтед», «Саутпорт Сентрал», «Сток» и «Дартфорд».

## Биография
Уроженец Бротона, Солфорд, Джон начал профессиональную карьеру в местном клубе «Манчестер Юнайтед», подписав любительский контракт в январе 1907 года, а месяц спустя став профессиональным футболистом. Дебютировал в основном составе 11 января 1908 года в матче первого раунда Кубка Англии против «Блэкпула». Провёл за команду 2 матча в сезоне 1907/08, по итогам которого «Юнайтед» впервые в своей истории завоевал чемпионский титул. В следующем сезоне провёл ещё два матча. Не смог пробиться в основной состав, поэтому летом 1910 года покинул команду.
В сезоне 1910/11 выступал за «Саутпорт Сентрал». В 1911 году перешёл в «Сток», за который сыграл 24 матча в Южной лиге. Впоследствии выступал за «Дартфорд».